# 프랙티컬 매직 2
"프랙티컬 매직 2"(영어: Practical Magic 2)는 2026년 개봉 예정인 미국의 판타지, 로맨틱 드라마 영화이다. 수사네 비르가 감독을 맡았으며, 1998년 영화 《프랙티컬 매직》의 속편이다.